# ロールド・ゴールド〜ヴェリー・ベスト・オブ・ザ・ローリング・ストーンズ
『ロールド・ゴールド〜ヴェリー・ベスト・オブ・ザ・ローリング・ストーンズ』(Rolled Gold: The Very Best of the Rolling Stones)は、1975年にリリースされたローリング・ストーンズの2枚組ベスト・アルバム。
現在では『ロールド・ゴールド・プラス〜ヴェリー・ベスト・オブ・ザ・ローリング・ストーンズ』として、もともと28曲収録されていたものが40曲入りで販売されている。

## プラス版の収録曲

### ディスク1
1. ザ・ラスト・タイム
2. プレイ・ウィズ・ファイア
3. サティスファクション
4. 一人ぼっちの世界
5. アイム・フリー
6. アズ・ティアーズ・ゴー・バイ（涙あふれて）
7. レディー・ジェーン
8. 黒くぬれ!
9. マザーズ・リトル・ヘルパー
10. 19回目の神経衰弱
11. カム・オン
12. アンダー・マイ・サム
13. アウト・オブ・タイム
14. イエスタデイズ・ペイパー
15. 夜をぶっとばせ!
16. マザー・イン・ザ・シャドウ
17. 彼氏になりたい
18. ノット・フェイド・アウェイ
19. かわいいキャロル
20. テル・ミー
21. イッツ・オール・オーヴァー・ナウ
22. リトル・レッド・ルースター
23. ハート・オブ・ストーン
24. タイム・イズ・オン・マイ・サイド

### ディスク2
1. レット・イット・ブリード
2. ミッドナイト・ランブラー
3. ギミー・シェルター
4. 無情の世界
5. ブラウン・シュガー
6. ホンキー・トンク・ウィメン
7. ワイルド・ホース
8. ルビー・チューズデイ
9. ダンデライオン（たんぽぽ）
10. シーズ・ア・レインボー
11. この世界に愛を
12. 2000光年のかなたに
13. ジャンピン・ジャック・フラッシュ
14. ストリート・ファイティング・マン
15. 悪魔を憐れむ歌
16. ノー・エクスペクテーションズ